# Kis magi RNS
A kis magi RNS (snRNS) kis RNS-ek osztálya, melyek a sejtmag splicingfoltjaiban és Cajal-testeiben vannak eukariótákban. Átlagos hosszuk 150 nt. Az RNS-polimeráz II vagy az RNS-polimeráz III írja át őket. Elsődleges funkciójuk a pre-mRNS (hnRNS) magi feldolgozása, továbbá a transzkripciós faktorok (7SK RNS) vagy az RNS-polimeráz II (B2 RNS) szabályzását segíti, és fenntartja a telomereket.
Mindig bizonyos fehérjékhez kapcsolódnak, ezek a kis magi ribonukleoproteinek (snRNP). Ezek egy snRNS-komponensből és több snRNP-specifikus fehérjéből (például a magi Sm fehérjékből) áll. E komplexek leggyakoribb tagjai az U1, U2, U4, U5 és U6 spliceoszomális RNS. Ezek nevüket magas uridintartalmukról kapják.
Az snRNS-eket véletlenül fedezték fel gél-elektroforézis során 1966-ban. Egy különleges RNS-típust találtak a gélben és vizsgáltak. Későbbi elemzések kimutatták, hogy uridiláttartalmuk magas, és a magból erednek.
Az snRNS-ek és a kis sejtmagvacska-RNS-ek (snoRNS) nem azonosak, és egyikük se a másik altípusa. A kis RNS-ek eltérő csoportjai. Fontosak az RNS-szintézisben és a riboszomális RNS-ek (rRNS) és más RNS-ek génjeit szabályozzák. A nukleóluszban és a Cajal-testekben (az RNS-szintézis fő helyei) vannak, ez utóbbiak a kis Cajal-test-specifikus RNS-ek (scaRNS).

## Besorolás
Az snRNS-eket gyakran két csoportra bontják közös szekvenciajellemzőik és kapcsolódó fehérjéik alapján, például az RNS-kötő LSm-fehérjékben.
Az első, leginkább tanulmányozott osztály az Sm-osztályú snRNS-eké, az U1, U2, U4, U4atac, U5, U7, U11 és U12 RNS-ekből áll. Tagjait az RNS-polimeráz II transzkribálja. A pre-snRNS-ek transzkripciója után 7-metilguanozin 5′-sapkát kapnak a sejtmagban, majd a sejtmagpórusok révén a sejtplazmába kerülnek további processzióra. Itt a 3′-vég rövidül 3′-tőkört alkotva, majd az 5′-sapka hipermetilációja történik trimetilguanozint adva. A tőszerkezet szükséges a survival of motor neuron (SMN) általi felismeréshez. Ez a snRNS-t stabil ribonukleoproteinekké állítja össze. A módosult 5′-sapka ezután az snRNP sejtmagba helyezéséhez kell. Az U-gazdag snRNS-ek az U7 kivételével a spliceoszóma magját alkotják. A splicing, vagyis az introneltávolítás a poszttranszkripciós módosítás fontos része, és csak eukarióták sejtmagjában történik. Az U7 snRNS a hiszton-pre-mRNS-feldolgozásban fontos.
A második osztályt, az Lsm-osztályú snRNS-eket az U6 és U6atac minor spliceoszomális RNS alkotják. Ezeket az RNS-polimeráz III írja át, és sose hagyják el a sejtmagot. Az Lsm-osztályú snRNS-ek 5′-γ-monometilfoszfát sapkát és 3′-tőkört tartalmaznak, mely uridinszakaszban ér véget, mely egy másik heteroheptamer Lsm-fehérje kötőhelyét alkotja.

## A spliceoszómában

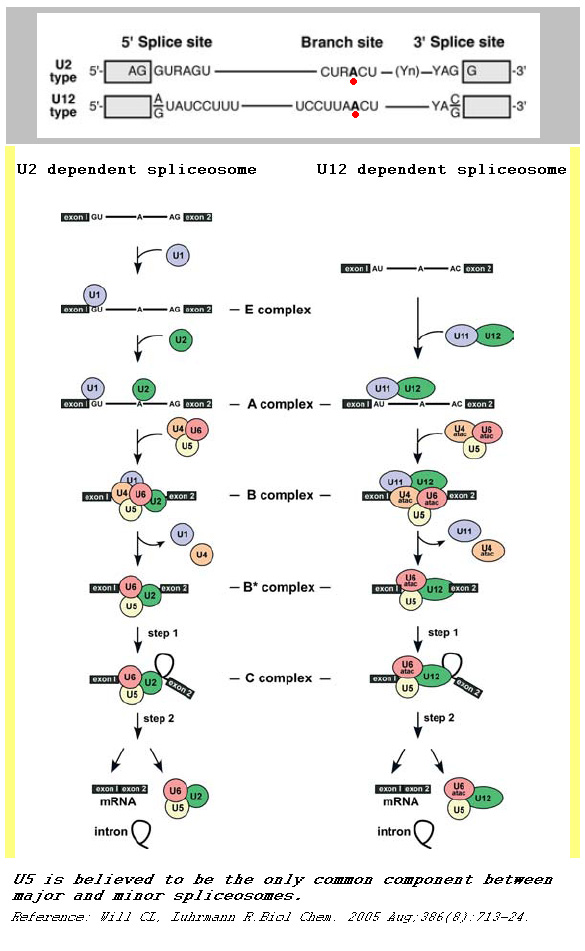
Major és minor splicingmechanizmusok eltérése

A spliceoszómák az RNS-splicingot katalizálják, mely az eukarióta pre-mRNS érésében fontos. Egynukleotidos splicinghiba is halálos lehet a sejtnek, így egy megbízható ismétlődő RNS-feldolgozó módszernek kell biztosítani a sejt túlélését. A spliceoszóma az U1, U2, U4, U5 és U6 kis magi RNS-ek és több mint 150 fehérje alkotta fehérje-RNS komplex. A snRNS-ek a fehérjékkel együtt a pre-mRNS szubsztrát bizonyos szekvenciáihoz kötő ribonukleoprotein-komplexeket (snRNP) alkotnak. E folyamat két egymást követő transzészterifikációs reakciót eredményez. Ezek egy szabad lariátintront hoz létre és két exont kapcsol össze érett mRNS-t létrehozva. A spliceoszómákat 2 osztályba sorolják. Az eukarióta sejtekben gyakoribb major osztály általában U2-típusú intronokat bont. A splicing első lépése az U1 snRNP és megfelelő fehérjéik 5′-splicingvégének hnRNS-hez való kötése. Ez  létrehozza a commitmentkomplexet, mely a hnRNS-t a splicingútra viszi. Ezután az U2 a spliceoszóma-kötőhelyre kerülve a komplex A-t, az U5.U4/U6 tri-snRNP-komplex az ehhez kötő komplex B-t hozza létre. Átrendezés után létrejön a komplex C, és a spliceoszóma katalitikusan aktív. Az aktív spliceoszómában az U2 és U6 állandósult szerkezetet, a katalitikus triplexet hozzák létre. E szerkezet 2 magnéziumiont koordinál, létrehozva a spliceoszóma aktív helyét. Ez a RNS-katalízis példája.
E fő spliceoszóma-komplex mellett egy sokkal ritkább (≈1%) minor spliceoszóma. Ez az U11, U12, U6atac és U5 snRNP-kből áll. Ezek a major spliceoszóma snRNP-inek funkciós analógjai. A minor spliceoszóma U12-típusú intronokat vág el. A két introntípus fő különbsége a splicinghelyben van: az U2-típusúak 5′- és 3′-splicinghelyei GT–AG, az U12-típusúaké AT-AC az 5′- és 3′-végeknél. A minor spliceoszóma a major spliceoszómától eltérő úton működik.

## U1 snRNS

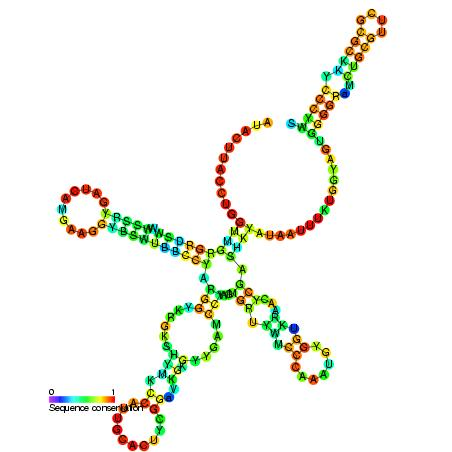
Az U1 snRNS feltételezett másodlagos szerkezete szekvenciaállandósággal

Az U1 snRNP a spliceoszómaaktivitás elindítója a pre-mRNS 5′-splicinghellyel való párosodással. A major spliceoszómában az U1 snRNP az U2, U4, U5 és U6 snRNP-kkel egyenlő mennyiségben van, de a humán sejtekben teljes mennyisége a többiénél sokkal nagyobb. HeLa-sejtek U1 snRNS-génknockdownjával kimutatták, hogy az U1 snRNS fontos a sejtműködéshez. Az U1 snRNS-gének knockdownja növeli az átalakítatlan pre-mRNS mennyiségét. Ezenkívül a knockdown idő előtti bomlást és poliadenilációt okozott, különösen a transzkriptum elején lévő intronokban. Más uridinalapú snRNS-ek knockdownja nem okoz azonos hatást, vagyis az U1 snRNS–mRNS bázispárosodás védi a pre-mRNS-t a poliadenilációtól és az idő előtti bomlástól, ami magyarázhatja az U1 snRNS jelentős többletét a sejtben

## snRNP-k és humán betegségek
A kis magi és kis sejtmagvacska-RNP-k (snoRNP) tanulmányozása több fontos betegség megértését lehetővé tette.
- Spinális izomatrófia: Az SMN1 gén mutációi a spinális motoros neuronok degenerációját és súlyos izomatrófiát okoznak. Az SMN teszi össze az Sm-osztályú snRNP-ket és valószínűleg más snoRNP-ket és más RNP-ket is.[16] Az SMA legfeljebb 6000-ből 1 embert érint, és a 2. leggyakoribb neuromuszkuláris betegség a Duchenne-izomdisztrófia után.[17]
- Dyskeratosis congenita: Az összeálló snRNP-k mutációi okozhatják feltehetően a bőr, a körmök és a nyálkahártya abnormális változásaival járó dyskeratosis congenitát. Ennek végső tünete például a csontvelő-elégtelenség és a rák. Több gén, például a diszkerin, a telomeráz-RNS és a telomeráz-reverztranszkriptáz mutációi okozhatják.[18]
- Prader–Willi-szindróma: E szindróma akár 12 000-ből 1 embert is érinthet, extrém éhséget, kognitív és viselkedési problémákat, rossz izomtónust és alacsony testmagasságot mutat.[19] Ez az apai 15. kromoszóma az anyai kromoszómán nem expresszált, egy, az 5-HT2C-receptor mRNS-ét érintő agyspecifikus snRNS-t tartalmazó részének deléciójával függ össze.
- Medulloblastoma: Az U1 snRNS ezen agytumorok egy részében mutáns, megváltozott splicingot okozva.[20] E mutációk elsősorban felnőtt tumorokban vannak jelen, és a rossz prognózissal is összefüggnek.

## Poszttranszkripciós módosulás
Az snRNS-ek sok 2′-O-metilációt és pszeudouridilációt tartalmaznak. Ezek összefüggnek az snoRNS-aktivitással, melyek a részben érett rRNS-eket módosítják, de más sejtbeli RNS-eket, például snRNS-eket is céloznak. Végül az oligoadeniláció meghatározhatja az általában nem poliadenilált snRNS-ek sorsát, így bomlásukat indukálhatja. E snRNS-mennyiséget szabályzó mechanizmus az alternatív RNS-splicing széles körű változásával is összefügg.

## Fordítás
Ez a szócikk részben vagy egészben  a   Small nuclear RNA című angol Wikipédia-szócikk ezen változatának fordításán alapul.  Az eredeti cikk szerkesztőit annak laptörténete sorolja fel. Ez a jelzés csupán a megfogalmazás eredetét és a szerzői jogokat jelzi, nem szolgál a cikkben szereplő információk forrásmegjelöléseként.